# Kurowscy herbu Topór

Topór (herb szlachecki)

Kurowscy herbu Topór – polska rodzina szlachecka, zamieszkała w powiecie sandomierskim. Na dokument Kurowskich herbu Topór – opatrzony pieczęcią herbową z roku 1576 powołuje się w swoim dziele Wiktor Wittyg. Przedstawiciele tej rodziny służyli w chorągwi Hieronima Ossolińskiego – Kasztelana sandomierskiego, którego herb rodowy  "Topór" przyjęli za własny – zgodnie z ówczesnymi wymogami wojskowego systemu chorągwianego.